# Margarita Lozano
Margarita Lozano (Tetuán, Spanyol Marokkó, 1931. február 14. – Lorca, 2022.  február 7.) spanyol színésznő.

## Élete
1963-ban Lozano a spanyol filmről az olasz filmre váltott.
2006-ban 75 évesen befejezte színészi karrierjét.
2015 májusában Lozano tiszteletbeli doktori címet kapott a Murciai Egyetemen.
Utoljára a viterbói Bagnaiában élt.

## Fontosabb filmjei
- 1953: Hermano menor
- 1959: Diego Corrientes
- 1961: Viridiana
- 1964: Egy maréknyi dollárért (Per un pugno di dollari)
- 1969: Disznóól (Porcile)
- 1969: Un bellissimo novembre
- 1969:  Baltagul
- 1982:  La Notte di San Lorenzo
- 1984: Kaos
- 1985: La messa è finita
- 1986: A Paradicsom… (Jean de Florette)
- 1986: …és a Pokol (Manon des Sources)
- 1986: Il caso Moro
- 1986: La mitad del cielo
- 1987: Jó reggelt, Babilónia! (Good Morning, Babylonia)
- 1987: Barbablù, Barbablù
- 1987–1988: Lorca, muerte de un poeta; több részes
- 1990: Il sole anche di notte
- 1991: Mima

## Fordítás
- Ez a szócikk részben vagy egészben a Margarita Lozano című angol Wikipédia-szócikk fordításán alapul.  Az eredeti cikk szerkesztőit annak laptörténete sorolja fel. Ez a jelzés csupán a megfogalmazás eredetét és a szerzői jogokat jelzi, nem szolgál a cikkben szereplő információk forrásmegjelöléseként.